# Bhote Koshi
Il Bhote Koshi o Bhote Kosi (in lingua nepalese: भोटे कोशी) è un fiume del Nepal e un affluente del Sun Koshi, conosciuto come Poiqu in Tibet. Insieme aI Sun Koshi (सुन कोशी), il fiume Indravati (इन्द्रअरुणावती), il Dudh Kosi (दुधकोशोशी नदी), il fiume Arun (अरुण), il fiume Tamor (तमोर) e il fiume Likhu sono i principali fiumi che formano il sistema fluviale Sapta Koshi del fiume Koshi in Nepal.

## Etimologia
Il nome deriva dalla lingua nepalese dove la parola "bhoṭe" o "bhoṭiyā" significa tibetano, mentre la parola "kosi" significa fiume.

## Corso del fiume

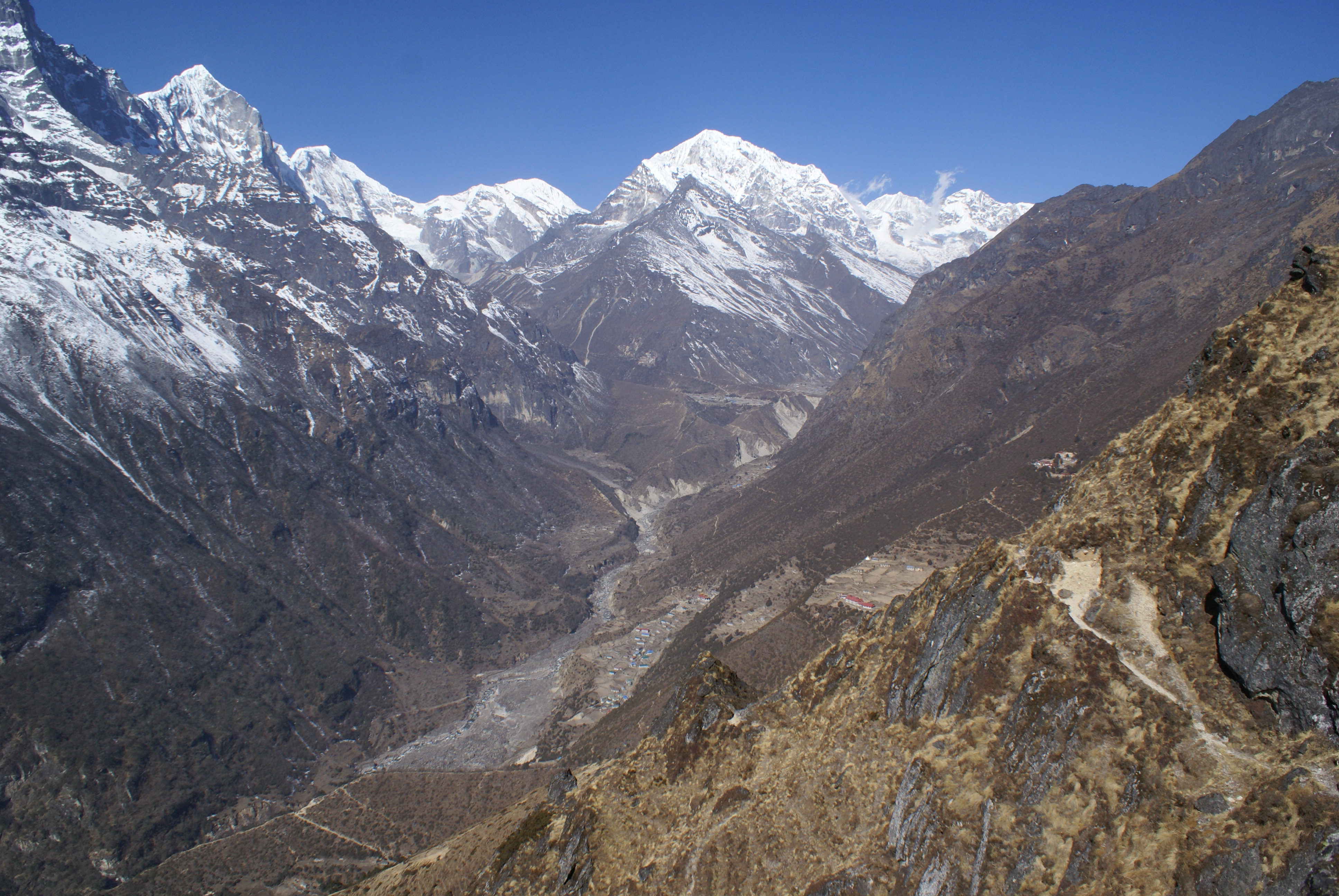
La valle del Bhote Koshi

Le sorgenti dei fiumi Poiqu e Sun Koshi si trovano sul ghiacciaio Zhangzangbo in Tibet. Il fiume esce si forma all'uscita del lago Lumi Chimi. Solo quando entra in Nepal prende il nome di Bhote Koshi. Più a valle, dal villaggio di Bahrabise in poi, diventa l'affluente del Sun Koshi.

## Turismo e sport
Il Bhote Koshi viene utilizzato sia per il rafting che per il kayaking. È il fiume più ripido del Nepal, con una pendenza di 15 m per chilometro. Il bungee jumping sul Bhote Kosi è stato descritto come "l'esperienza finale".
Il fiume scolpisce un ripido e diretto dislivello in cima che gradualmente si riduce a torrenti più placidi e flussi più tranquilli con un percorso di 46 km alla diga di Lamosunga. Le rapide sono di classe IV-V ad alta portata, di classe III ai livelli più bassi. Il fiume è ripido e continuo, con una rapida che si immette nell'altra.

## Inondazioni
Nel luglio 1981, un'improvvisa valanga di ghiaccio provocò un'inondazione del lago glaciale nel lago Zhangzangbu-Cho, arginato dalla morena, nelle sorgenti del Bhote Koshi. Il conseguente flusso di detriti distrusse ponti e sezioni delle autostrade ad Arniko, tra Nepal e Cina.